# Nedotáčivost

Nedotáčivost

Nedotáčivost( ang. understeering) je jev, který provází jízdu v automobilu během průjezdu zatáček s menšími poloměry, vyššími rychlostmi, nebo nepříznivým stavem povrchu vozovky. Název tohoto jevu je odvozen od faktu, že osa vozidla při průjezdu zatáčkou opisuje oblouk s větším poloměrem, než má zatáčka, a tedy nedostatečně zatáčí. Nedotáčivost se přirozeně objevuje u automobilů s předním náhonem, kde je však způsobena mírně odlišnou kombinací příčin. Nedotáčivého smyku lze dosáhnout i s vozidlem se zadním náhonem, avšak je to poměrně komplikované a nebezpečné. Přímou příčinou nedotáčivého smyku je ztráta adheze na přední nápravě.

## Příčiny
Bezprostřední příčinou nedotáčivého chování vozidla je ztráta adheze neboli přilnavosti kol přední nápravy. U vozidel, jež nemají hnanou přední nápravu, působí jako hlavní činitel ztráty adheze přední nápravy pouze brzdné síly a příčné síly vznikající při změně směru vozidla. U pohonu přední nápravy se na ztrátě adheze podílí navíc i zrychlení (akcelerace) vozidla, obvykle v součinnosti s příčnými silami. Nedotáčivost podporuje i skutečnost, že podstatná část hmoty automobilu je umístěna nad přední nápravou. Při prudké změně směru jsou proto příčné síly značné. Naopak při špatných adhezních podmínkách na vozovce (štěrk, sníh, led, voda) stačí i relativně malá změna směru jízdy, aby se projevilo nedotáčivé chování.

## Chování vozidla
Při nedotáčivém smyku pokračuje přední část vozu po tečně k oblouku v místě, v kterém z něho vozidlo vypadlo. K nedotáčivému smyku dojde obvykle při kombinaci zatáčení vozu (vytočená kola přední nápravy) a změně momentu působícího na přední kola. Čím prudší je změna momentu, tím víc stoupá pravděpodobnost vzniku smyku. Nedotáčivý smyk nemůže vzniknout na voze, který prudce akceleruje z místa, protože při ztrátě adheze neexistuje v případě stojícího vozidla síla, jež by je tlačila dopředu. Přední kola i přes natočení při nedotáčivém smyku vozidlo nevedou do zatáčky, protože přední náprava je ve smyku. V případě, že vozidlo opět nezíská kontakt s vozovkou, nekontrolovatelně vyletí vnějším okrajem zatáčky.
Přirozenou reakcí řidiče při nedotáčivém smyku je zvětšit natočení kol, což může v některých případech situaci ještě zhoršit, avšak některé zdroje tvrdí, že zvětšení natočení kol a akcelerace je způsob, jak se z nedotáčivého smyku dostat. V takovém případě však hrozí, že zvětšení příčných sil a větší moment způsobený akcelerací sníží ještě víc adhezní schopnosti pneumatik. Při zvětšení natočení kol též hrozí, že se za této situace po zpomalení vozu ve smyku začnou přední kola opět odvalovat po vozovce, což způsobí prudkou změnu směru vozidla s možností přetáčivého smyku, jehož zvládnutí vyžaduje velkou dávku zkušeností a na vozidle s předním náhonem je velmi obtížné.
Pokud vznikne nedotáčivý smyk na vozidle s hnanou zadní nápravou, obvykle stačí na jeho eliminaci snížit tlak na brzdy nebo srovnat kola přední nápravy. Výhodou je i skutečnost, že případné změny trakce vozu se přenášejí na zadní nápravu, která je schopná v takovém případě vozidlo brzdit i bez asistence přední nápravy.